# جيورجي أبورجانيا
جيورجي ابورجانيا (2 يناير 1995 بتبليسي في جورجيا - ) هو لاعب كرة قدم جورجي في مركز الوسط. شارك مع منتخب جورجيا تحت 17 سنة لكرة القدم ومنتخب جورجيا تحت 19 سنة لكرة القدم ومنتخب جورجيا تحت 21 سنة لكرة القدم ومنتخب جورجيا لكرة القدم. أما مع النوادي، فقد لعب مع أنورثوسيس فاماغوستا وخيمناستيك طركونة وديلا غوري ونادي ميتالورغي روستافي ولوكوموتيف تبيليسي ‏.

## مسيرته الكروية
لعب جيورجي أبورجانيا خلال مسيرته الاحترافية مع 7 أندية في أحد عشر موسمًا وسجل خلالها 8 أهداف ضمن 153 مباراة. حيث فاز في موسم واحد بالكأس ولم يفز بأي دوري.
خاض جيورجي أبورجانيا مسيرته مع نادي ميتالورغي روستافي في موسم 2010–11 لمدة موسم واحد، مشاركًا في 3 مباريات ولم يسجل أي هدف. ثم انتقل إلى نادي ديلا غوري في موسم 2011–12 واستمر معه طيلة ثلاثة مواسم، حيث شارك في 17 مباراة سجل خلالها هدفًا واحدًا. لينتقل بعدها إلى نادي أنورثوسيس فاماغوستا في موسم 2014–15 ولمدة موسمين، مشاركًا في 42 مباراة سجل خلالها هدفين. ثم انتقل إلى نادي خيمناستيك طركونة في موسم 2015–16 لمدة موسم واحد، مشاركًا في 16 مباراة سجل خلالها هدفين أيضًا. هذا وانتقل لاحقًا إلى نادي إشبيلية أتلتيكو في موسم 2016–17 ولمدة موسمين، مشاركًا في 35 مباراة ولم يسجل أي هدف. ثم انتقل بعدها إلى نادي لوغو في موسم 2018–19 لمدة موسم واحد، مشاركًا في 23 مباراة سجل خلالها هدفًا واحدًا. ليعود وينتقل من جديد، لكن هذه المرة إلى نادي تفينتي أنشخيدة في موسم 2019–20 لمدة موسم واحد، مشاركًا في 17 مباراة سجل خلالها هدفين.

## وصلات خارجية
- جيورجي أبورجانيا على موقع الاتحاد الدولي (مؤرشف)  (الإنجليزية)
- جيورجي أبورجانيا على موقع الاتحاد الأوربي (الإنجليزية)
- جيورجي أبورجانيا على موقع قاعدة بيانات كرة القدم.إي يو (الإنجليزية)
- جيورجي أبورجانيا على موقع ناشيونال فوتبول تيمز (الإنجليزية)
- جيورجي أبورجانيا على موقع Soccerbase.com (لاعب) (الإنجليزية)
- جيورجي أبورجانيا على موقع Soccerway.com (الإنجليزية)
- جيورجي أبورجانيا على موقع عالم كرة القدم.نت (الإنجليزية)
- جيورجي أبورجانيا على موقع AS.com (الإسبانية)